# Esther Thelen
Esther Thelen (* 20. Mai 1941 in Brooklyn; † 29. Dezember 2004 in Bloomington, Indiana) war eine US-amerikanische Entwicklungspsychologin und Professorin an der Indiana University Bloomington, wo sie das Infant Motor Development Laboratory leitete. Sie ist bekannt für ihre Arbeiten zur frühkindlichen Entwicklung, insbesondere von Verhalten und komplexer Motorik. Thelen wandte Aspekte der Chaostheorie auf die Erforschung der Frage an, wie Babys laufen lernen und mit ihrer Umwelt interagieren. Nach Thelens Ansicht ergibt sich kognitive Entwicklung aus dem Zusammenspiel unterschiedlichster, variabler Faktoren. Gemeinsam mit Linda Smith gilt sie als Begründerin des theoretischen wie methodischen Ansatzes der Theorien dynamischer Systeme, der die kognitive Entwicklung im Kindes- und Jugendalter als dynamisches Zusammenwirken verschiedener, vor allem auch motorischer Einflussfaktoren zu erklären versucht.
Thelen war Präsidentin der Society for Research in Child Development (SRCD) und der International Society for Infant Studies. Sie war Fellow der American Association for the Advancement of Science und der American Psychological Society.

## Studien zu Greifbemühungen bei Säuglingen
In einer Studie von 1993 beobachteten Esther Thelen und ihr Team die Greifbemühungen von insgesamt vier Säuglingen im ersten Lebensjahr. Dabei wurde insbesondere festgestellt, dass die Kinder beim Greifen mit individuellen Unterschieden in Physiologie, Aktivitätsniveau, Arousal (Erregung), Motivation und Erfahrung konfrontiert waren. Thelen und ihr Team entdeckten, dass sich in der Folge auch das Greifen unterschiedlich schnell und gut entwickelte. Zudem konnte gezeigt werden, dass die Entwicklung des Greifens bei den beobachteten Kindern in Phasen unterschiedlichen Fortschritts verlief, bei dem es auch Phasen ohne Veränderung und sogar Phasen des Rückschrittes gab.
Thelens Beobachtungen stehen im Gegensatz zu älteren Auffassungen zur motorischen Entwicklung im Säuglingsalter (etwa der kognitiven Entwicklungstheorie Jean Piagets), wo sich auch motorische Entwicklung in relativ stabilen Stadien mit kurzen instabilen Übergangsphasen vollzieht. Für Esther Thelen und andere Vertreterinnen von Theorien dynamischer Systeme können sich Handeln und Denken zu im Entwicklungsverlauf von Augenblick zu Augenblick wandeln – in Reaktion auf die jeweilige Situation und in Bezug zur Geschichte vorheriger Handlungen.

## „Der Fall des verschwindenden Reflexes“
Als „Fall des verschwindenden Reflexes“ bezeichnete Esther Thelen eine Reihe von ihr und ihrem Team 1995 durchgeführten Forschungen. Hierbei ging es um die Untersuchung des frühkindlichen Schreitreflexes. Dieser wird ausgelöst, in dem das Kind unter den Armen festgehalten und hochgehoben wird, sodass seine Füße festen Boden berühren. Das Baby hebt nun abwechselnd die Beine und führt reflexhafte Schritte aus. Nach etwa zwei Monaten ist dieser Reflex unter gewöhnlichen Umständen nicht mehr nachweisbar.
Bis in die 1970er Jahre wurde davon ausgegangen, dass der Reflex im Zuge der kortikalen Reifung verschwinde. Erst eine Studie aus dem Jahr 1972 (P. R. Zelazo et al. 1972) konnte veranschaulichen, dass der Reflex durchaus länger beibehalten werden konnte, wenn die Säuglinge diesen mit Hilfe der Forscher zusätzlich trainierten. Hierauf aufbauend zeigte Thelen 1986, dass noch sieben Monate alte Kinder, bei denen der Reflex folglich schon lange verschwunden war, dennoch Schreitbewegungen ausführten, wenn man sie über ein sich bewegendes Laufband hielt. Hiermit konnte die Annahme eines Zusammenhangs zwischen kortikaler Reifung und dem Verschwinden des Reflexes widerlegt werden.
Aus den vergleichenden Beobachtungen schlanker und dicklicher Säuglinge, konnte Thelen feststellen, dass schlanke Babys das Laufen schneller lernten, weil es ihnen aufgrund des geringeren Gewichts leichter fiel, etwa das Bein anzuheben oder abzusenken. Dies führte Thelen zur Vermutung, dass das Verschwinden des Schreitreflexes vielmehr eine Frage muskulärer als zerebraler Entwicklung sei. Um ihre Hypothese zu überprüfen, befestigte sie in einem experimentellen Versuch Gewichte an den Knöcheln von Säuglingen, die der Menge des Fettes dicklicher Säuglinge entsprach – hieraufhin führten die Säuglinge keine weiteren Schreitbewegungen aus. In einem zweiten Versuch wurden die mit Gewichten beschwerten Babys in ein Wasserbecken gehalten. Aufgrund des Auftriebs, der ihr Gewicht im Wasser verringerte, begannen sie wieder zu schreiten. Hierdurch konnte Esther Thelen nicht nur beweisen, dass die kortikale Reifung mit dem Verschwinden des Schreitreflexes nicht in Zusammenhang stand, sondern auch dass dieses in Wirklichkeit auf die Bewegungsmuster und das Verhältnis von Körpergewicht und Muskelkraft der Beine zurückzuführen war.

## Publikationen (Auswahl)
- The Textile Workers Union of America papers : a descriptive guide. John R. Commons Labor Reference Center, [Madison, Wis.] [1966]. OCLC 22983051
- mit Edmund Thelen, Wilford C. Grover, Arnold J. Hoiberg, Thomas I. Haigh und dem Franklin Institute (Philadelphia und Pa.). Research: Investigation of porous pavements for urban runoff control. U.S. Government Printing Office, Washington, DC 1972. OCLC 2695376
- mit Beverly D. Ulrich, Peter H. Wolff und der Society for Research in Child Development: Hidden skills : a dynamic systems analysis of treadmill stepping during the first year. University of Chicago Press, Chicago 1991. OCLC 24243886
- mit Linda B. Smith: A dynamic systems approach to the development of cognition and action. MIT Press, Cambridge, Mass. 1996. OCLC 42854423